# Rampura Phul
Rampura Phul is een nagar panchayat (plaats) in het district Bathinda van de Indiase staat Punjab. 

## Demografie
Volgens de Indiase volkstelling van 2001 wonen er 42.820 mensen in Rampura Phul, waarvan 53% mannelijk en 47% vrouwelijk is. De plaats heeft een alfabetiseringsgraad van 66%.